# خوان خوسيه فلوريس
خوان خوسيه فلوريس (بالإسبانية: Juan José Flores y Aramburu) (19 يوليو 1800 - 1 أكتوبر 1864) هو سياسي إكوادوري مولود في فنزويلا . وكان جنرالا عسكريا أصبح الرئيس الأول (في عام 1830) والثالث (في عام 1839) والرابع (في عام 1843) لجمهورية الإكوادور الجديدة.  وغالبا ما يشار إليه باسم "مؤسس الجمهورية". 

## شخصيته
وصف معاصرو خوان خوسيه فلوريس مظهره الجسدي بأنه رجل فخور يرتدي الزي العسكري، ونحيف وقصير ولكن متناسب بشكل جيد، وذو وجه وسيم يشع بذكاء سريع وحضور قيادي. ويبدو أن خوان خوسيه فلوريس علم نفسه بنفسه، وعلى الرغم من تعليمه البدائي الضئيل، فقد أصبح خطيبًا فصيحًا وقارئًا نهمًا للمؤلفين المعاصرين مثل روسو ومونتسكيو وهولباخ وفاتيل . وكان مفتونًا بالقراءة لدرجة أنه في عام 1826 طلب واستلم شحنة من الكتب من الجنرال سانتاندير، الذي كان آنذاك نائب رئيس كولومبيا الكبرى. وفي وقت لاحق من حياته، اعترف أساتذة جامعة كيتو بجهود خوان خوسيه فلوريس ومنحوا فلوريس الدكتوراه الفخرية في عام 1842.

## أوائل حياته
ولد خوان خوسيه فلوريس أرامبورو في 19 يوليو 1800 في مدينة بويرتو كابيلو في فنزويلا، وهو الابن غير الشرعي والوحيد لخوان خوسيه أرامبورو، وهو تاجر إسباني ثري ومتميز من إسبانيا، وأمه ريتا فلوريس بوهوركيس الفنزويلية.
عاد والده في النهاية إلى أوروبا، تاركًا ابنه الوحيد خوان خوسيه فلوريس وأمه ليعيشا حياة فقر مدقع. ونظرًا لأن خوان خوسيه فلوريس لم يتلق سوى قدر ضئيل من التعليم الرسمي حتى سن 14 عامًا، فقد أرسلته والدته الفقيرة للتعلم والعمل في مدرسة عسكرية إسبانية ومستشفى.
ونظرًا لأن خوان خوسيه فلوريس الفقير لم يكن يعرف ماذا يفعل بحياته عندما كان في الخامسة عشرة من عمره، فقد تم تجنيده كجندي في الجيش الملكي الإسباني للجنرال الإسباني بابلو موريلو، الذي كانت مهمته قتال وتدمير الجيوش الوطنية التي كانت القتال من أجل استقلال أمريكا الإسبانية في أمريكا الجنوبية. وخلال فترة قصيرة من الزمن، تميز خوان خوسيه فلوريس في الجيش الإسباني بولائه وانضباطه وشجاعته وبطولته وحصافته. ومع ذلك وحين كان برتبة رقيب، تم أسره في 31 أكتوبر 1817، وفي هذه المرحلة كان مقتنعًا بأن تحرير وطنه من السيطرة الإسبانية كان قضية عادلة وانضم إلى جيش سيمون بوليفار الوطني.
وفي الجيش الوطني أصبح تعرف على سيمون بوليفار وصار من الموالين له، الذي اعترف في مرحلة مبكرة ببطولة خوان خوسيه فلوريس المتميزة ومواهبه العسكرية خاصة عند النصر في معركة كارابوبو (1821)، وأنه في سن 23 تمت ترقيته إلى رتبة عقيد، ثم إلى القائد العام لمدينة باستو الملكية التي تم تحريرها مؤخرًا.

## حياته السياسية
في 13 مايو 1830 يوم انفصال الإكوادور عن كولومبيا الكبرى، تم تعيين فلوريس رئيسًا أعلى للبلد الجديد، ثم في 14 أغسطس 1830 تم تعيينه رئيسًا مؤقتًا. ومع ذلك فإن فترة ولايته الرسمية لم تبدأ حتى 22 سبتمبر 1830 بعد 11 يومًا من انتخابه رئيسًا دستوريًا من قبل الجمعية في ريوبامبا.
واستمرت تلك الفترة حتى 10 سبتمبر 1834، وتميزت بالكثير من الاضطرابات. واجه فلوريس تمردًا بقيادة لويس أوردانيتا، الموالي لسيمون بوليفار، الذي أراد منع الإكوادور من مغادرة كولومبيا الكبرى. وواجه فلوريس أيضًا تهديدًا من عضو الكونجرس الإكوادوري، فيسنتي روكافويرتي، الذي حاول الإطاحة به. وفي النهاية، توصل الاثنان إلى اتفاق - سيصبح روكافويرتي رئيسًا بعد فلوريس، وسيصبح فلوريس قائدًا للجيش. وخلال فترة ولايته أيضًا، حارب الجيش الكولومبي الغازي في عام 1832 ومرة أخرى بدءًا من عام 1834، وهزمهم أخيرًا في 18 يناير 1835 في ميناريكا، بالقرب من أمباتو. وكان رئيسًا لمجلس الشيوخ عام 1837.
بدأت الولاية الثانية لفلوريس في 1 فبراير 1839، وانتهت في 15 يناير 1843. وتميزت بداية ولايته بالسلام والتنمية الاجتماعية، وحافظ على وعده بالحكم بالعدل والدفاع عن الحرية. ومع ذلك ففي العام الأخير من ولايته، تدخل عسكريًا في سياسة جمهورية غرناطة الجديدة بناءً على طلب الحكومة الكولومبية، وحارب عدوه القديم، خوسيه ماريا أوباندو. وعندما أُجبر لاحقًا على التدخل مرة أخرى، تعرض لهجوم من قبل الجيش الكولومبي وتراجعت شعبيته في الداخل. ثم، بعد مخالفات في انتخابات عام 1842، عمل على أجل إلغاء دستور عام 1835، وسمح له الدستور الجديد الذي سمي باسم "ميثاق العبودية" بالاستمرار في السلطة لفترة ثالثة والتي بدأت في 1 أبريل 1843.
وخلال هذه الفترة، ناضل فلوريس للبقاء في السلطة، ولكن تمت الإطاحة به في النهاية في 6 مارس 1845 على يد تمرد قاده روكافويرتي وفيسينتي رامون روكا، الرجل الذي أصبح الرئيس التالي للإكوادور.

## وفاته
توفي فلوريس بسبب تبولن الدم في عام 1864 أثناء حملة دعم رئاسة غابرييل غارسيا مورينو.

## إرثه
تم تسمية جزيرة فلوريانا في أرخبيل غالاباغوس باسم فلوريس.